# Корильяно, Джон (старший)
Джон Пол Корильяно (старший) (англ. John Paul Corigliano Sr.; 28 августа 1901, Нью-Йорк — 1 сентября 1975, Норуолк, штат Коннектикут) — американский скрипач итальянского происхождения. Отец композитора Джона Корильяно.
Учился в Нью-Йорке у Джакомо Кинтано (1909—1915), Алоиса Трнки (1916—1920) и Леопольда Ауэра (1921). В 1919 г. выступил с первым сольным концертом, двумя годами позже дебютировал как солист с Нью-Йоркским филармоническим оркестром, с которым в дальнейшем была связана вся его творческая биография. Заняв место в оркестре в 1920-е гг., в 1935 г. при Артуро Тосканини он стал помощником концертмейстера, а в 1943 г. при Артуре Родзинском — концертмейстером, оказавшись первым на этом посту музыкантом, который родился, вырос и выучился в США. Место концертмейстера Корильяно сохранил за собой до 1966 г., когда ему исполнилось 65 лет, что по правилам коллектива автоматически означало выход на пенсию. После этого до конца жизни Корильяно был концертмейстером Симфонического оркестра Сан-Антонио. На протяжении всей карьеры в оркестре Корильяно выступал со своим коллективом в качестве солиста; критика особо отмечала на рубеже 1950-60-х гг. исполнение Тройного концерта Людвига ван Бетховена с Леонардом Бернстайном, Корильяно и Ласло Варгой в сольных партиях.
Умер от инсульта во время празднования своего дня рождения 1 сентября 1975 года.